# Ognjen Vranješ
Ognjen Vranješ (srbskou cyrilicí Огњен Врањеш; * 24. října 1989, Banja Luka, SFR Jugoslávie, dnešní Bosna a Hercegovina) je bosenský fotbalový obránce a reprezentant. Od ledna 2021 hráč belgického klubu RSC Charleroi, kde je na hostování z RSC Anderlecht. Účastník Mistrovství světa 2014 v Brazílii.
Jeho bratrem je fotbalista Stojan Vranješ.

## Klubová kariéra
Koncem září 2014 byl na testech v českém klubu 1. FK Příbram.

## Reprezentační kariéra
Byl členem bosenského mládežnického výběru U21.
V bosenském reprezentačním A-mužstvu debutoval v přátelském zápase pod trenérem Safetem Sušićem proti domácímu Slovensku 17. listopadu 2010, kde nastoupil na hřiště v 79. minutě (výhra 3:2).
Safet Sušić jej vzal i na Mistrovství světa 2014 v Brazílii, kam se bosenský tým poprvé ve své historii probojoval. Bosna obsadila se 3 body nepostupové třetí místo v základní skupině F, Ognjen Vranješ zasáhl jako střídající hráč do utkání proti Íránu (výhra 3:1).